# Ledomyia acariphaga
Ledomyia acariphaga är en tvåvingeart som först beskrevs av Marikovskij 1968.  Ledomyia acariphaga ingår i släktet Ledomyia och familjen gallmyggor.
Artens utbredningsområde är Kazakstan. Inga underarter finns listade i Catalogue of Life.